# CONCACAF Gold Cup 2023/Gruppe B
| Pl. | Land     | Sp. | S | U | N | Tore    | Diff. | Punkte |
| --- | -------- | --- | - | - | - | ------- | ----- | ------ |
| 1.  | Mexiko   | 3   | 2 | 0 | 1 | 007:200 | +5    | 06     |
| 2.  | Katar    | 3   | 1 | 1 | 1 | 003:300 | ±0    | 04     |
| 3.  | Honduras | 3   | 1 | 1 | 1 | 003:600 | −3    | 04     |
| 4.  | Haiti    | 3   | 1 | 0 | 2 | 004:600 | −2    | 03     |

Die Gruppe B des CONCACAF Gold Cups 2023 war eine der vier Gruppen des Turniers. Die ersten beiden Spiele wurden am 25. Juni 2023 ausgetragen, der letzte Spieltag fand am 2. Juli 2023 statt. Die Gruppe bestand aus den Nationalmannschaften aus Mexiko, Haiti, Honduras und Katar.

## Haiti – Katar 2:1 (1:1)
| Haiti                                                                           | Haiti | Katar | Katar |
| ------------------------------------------------------------------------------- | --- | --- | ----- |
| Haiti                                                                           | \| 1. Spieltag \| \| 25. Juni 2023 um 17:00 Uhr (26. Juni um 0:00 Uhr MESZ) in Houston (NRG Stadium) \| \| Zuschauer: 66.255 \| \| Schiedsrichter: Daneon Parchment ( Jamaika) \| \| Spielbericht \| | \| 1. Spieltag \| \| 25. Juni 2023 um 17:00 Uhr (26. Juni um 0:00 Uhr MESZ) in Houston (NRG Stadium) \| \| Zuschauer: 66.255 \| \| Schiedsrichter: Daneon Parchment ( Jamaika) \| \| Spielbericht \| | Katar |
| Haiti                                                                           | Alexandre Pierre – Carlens Arcus, Ricardo Adé , Garven Metusala, Alex Junior Christian – Carl Fred Sainté (90.+1' Danley Jean Jacques), Bryan Alceus (75. Steeven Saba), Fafà Picault (84. Jayro Jean), Derrick Etienne (90.+2' Carnejy Antoine), Duckens Nazon – Frantzdy Pierrot Cheftrainer: Gabriel Calderón Pellegrino ( Spanien) | Meshaal Barsham – Bassam al-Rawi, Ahmed Suhail, Tarek Salman, Homam Ahmed – Jassem Gaber (58. Ali Assadalla), Ahmed Fatehi , Mostafa Meshaal – Yusuf Abdurisag (90.+8' Yousef Ayman), Mohammed Muntari (86. Mohammed Waad), Hazem Shehata (58. Tameem al-Abdullah) Cheftrainer: Carlos Queiroz ( Portugal) | Katar |
| Haiti                                                                           | 1:1 Nazon (45.+2', Handelfmeter) 2:1 Pierrot (90.+7') | 0:1 Abdurisag (20.) | Katar |
| Haiti                                                                           | Picault (22.), Sainté (48.), Christian (89.) | Salman (3.), al-Rawi (46.), al-Abdullah (69.), Assadalla (90.+11'), Almoez Abdulla (90.+11') | Katar |
| Haiti                                                                           | Spieler des Spiels: Duckens Nazon (Haiti) | | Katar |
| 1. Spieltag                                                                     | | |       |
| 25. Juni 2023 um 17:00 Uhr (26. Juni um 0:00 Uhr MESZ) in Houston (NRG Stadium) | | |       |
| Zuschauer: 66.255                                                               | | |       |
| Schiedsrichter: Daneon Parchment ( Jamaika)                                     | | |       |
| Spielbericht                                                                    | | |       |

## Mexiko – Honduras 4:0 (2:0)
| Mexiko                                                                          | Mexiko | Honduras | Honduras |
| ------------------------------------------------------------------------------- | --- | --- | -------- |
| Mexiko                                                                          | \| 1. Spieltag \| \| 25. Juni 2023 um 19:00 Uhr (26. Juni um 2:00 Uhr MESZ) in Houston (NRG Stadium) \| \| Zuschauer: 66.255 \| \| Schiedsrichter: Mario Escobar ( Guatemala) \| \| Spielbericht \| | \| 1. Spieltag \| \| 25. Juni 2023 um 19:00 Uhr (26. Juni um 2:00 Uhr MESZ) in Houston (NRG Stadium) \| \| Zuschauer: 66.255 \| \| Schiedsrichter: Mario Escobar ( Guatemala) \| \| Spielbericht \| | Honduras |
| Mexiko                                                                          | Guillermo Ochoa – Jorge Sánchez, Edson Álvarez (80. Israel Reyes), Johan Vásquez, Jesús Gallardo – Érick Sánchez (69. Carlos Rodríguez), Luis Chávez, Luis Romo – Uriel Antuna (69. Ozziel Herrera), Henry Martín (59. Santiago Giménez), Orbelín Pineda (80. Roberto Alvarado) Cheftrainer: Jaime Lozano | Luis López – Marcelo Santos, Devron García, Luis Vega, Joseph Rosales – Deybi Flores, Jorge Álvarez (69. Bryan Acosta), Alberth Elis (76. Rubilio Castillo), Alexander López (59. Omar Elvir), José Pinto (60. Alexy Vega), Jorge Benguché (59. Jerry Bengtson) Cheftrainer: Diego Vásquez ( Argentinien) | Honduras |
| Mexiko                                                                          | 1:0 Romo (1.) 2:0 Romo (23.) 3:0 Pineda (52.) 4:0 Chávez (64.) | | Honduras |
| Mexiko                                                                          | J. Sánchez (29.), Antuna (32.) | L. Vega (20.), Elis (32.) | Honduras |
| Mexiko                                                                          | Spieler des Spiels: Luis Romo (Mexiko) | | Honduras |
| 1. Spieltag                                                                     | | |          |
| 25. Juni 2023 um 19:00 Uhr (26. Juni um 2:00 Uhr MESZ) in Houston (NRG Stadium) | | |          |
| Zuschauer: 66.255                                                               | | |          |
| Schiedsrichter: Mario Escobar ( Guatemala)                                      | | |          |
| Spielbericht                                                                    | | |          |

## Katar – Honduras 1:1 (1:0)
| Katar                                                                                   | Katar | Honduras | Honduras |
| --------------------------------------------------------------------------------------- | --- | --- | -------- |
| Katar                                                                                   | \| 2. Spieltag \| \| 29. Juni 2023 um 16:45 Uhr (30. Juni um 1:45 Uhr MESZ) in Glendale (State Farm Stadium) \| \| Zuschauer: 34.517 \| \| Schiedsrichter: Armando Villarreal ( Vereinigte Staaten) \| \| Spielbericht \|                                                                                                  | \| 2. Spieltag \| \| 29. Juni 2023 um 16:45 Uhr (30. Juni um 1:45 Uhr MESZ) in Glendale (State Farm Stadium) \| \| Zuschauer: 34.517 \| \| Schiedsrichter: Armando Villarreal ( Vereinigte Staaten) \| \| Spielbericht \|                                                                                        | Honduras |
| Katar                                                                                   | Meshaal Barsham – Bassam al-Rawi, Ahmed Suhail, Tarek Salman, Homam Ahmed – Ahmed Fatehi , Yusuf Abdurisag (80. Jassem Gaber), Ali Assadalla (74. Hazem Shehata), Mostafa Meshaal (90. Assim Madibo), Mohammed Waad (79. Musab Kheder) – Tameem al-Abdullah (74. Mohammed Muntari) Cheftrainer: Carlos Queiroz ( Portugal) | Edrick Menjívar – Maylor Núñez, Marcelo Santos, Luis Vega (24. Devron García), Omar Elvir – Bryan Acosta (55. Jorge Álvarez), Deybi Flores, Alexander López (46. Rubilio Castillo), Joseph Rosales (72. Edwin Solano) – Alberth Elis , Jerry Bengtson (72. José Pinto) Cheftrainer: Diego Vásquez ( Argentinien) | Honduras |
| Katar                                                                                   | 1:0 al-Abdullah (7.) | 1:1 Elis (90.+6') | Honduras |
| Katar                                                                                   | Waad (20.), Fatehi (50.), al-Rawi (52.), Barsham (82.) | Rosales (45.+1'), Álvarez (56.) | Honduras |
| Katar                                                                                   | Abdurisag (90.+8') | Castillo (90.+8') | Honduras |
| Katar                                                                                   | Spieler des Spiels: Alberth Elis (Honduras) | | Honduras |
| 2. Spieltag                                                                             | | |          |
| 29. Juni 2023 um 16:45 Uhr (30. Juni um 1:45 Uhr MESZ) in Glendale (State Farm Stadium) | | |          |
| Zuschauer: 34.517                                                                       | | |          |
| Schiedsrichter: Armando Villarreal ( Vereinigte Staaten)                                | | |          |
| Spielbericht                                                                            | | |          |

## Haiti – Mexiko 1:3 (0:0)
| Haiti                                                                                   | Haiti | Mexiko | Mexiko |
| --------------------------------------------------------------------------------------- | --- | --- | ------ |
| Haiti                                                                                   | \| 2. Spieltag \| \| 29. Juni 2023 um 19:00 Uhr (30. Juni um 4:00 Uhr MESZ) in Glendale (State Farm Stadium) \| \| Zuschauer: 34.517 \| \| Schiedsrichter: Walter López ( Guatemala) \| \| Spielbericht \| | \| 2. Spieltag \| \| 29. Juni 2023 um 19:00 Uhr (30. Juni um 4:00 Uhr MESZ) in Glendale (State Farm Stadium) \| \| Zuschauer: 34.517 \| \| Schiedsrichter: Walter López ( Guatemala) \| \| Spielbericht \|                                                                                               | Mexiko |
| Haiti                                                                                   | Alexandre Pierre – Carlens Arcus, Ricardo Adé , Garven Metusala, Alex Junior Christian – Carl Fred Sainté (86. Leverton Pierre), Danley Jean Jacques, Fafà Picault (58. Carnejy Antoine), Duckens Nazon (72. Derrick Etienne), Wilde-Donald Guerrier (58. Jayro Jean) – Frantzdy Pierrot (86. Mondy Prunier) Cheftrainer: Gabriel Calderón Pellegrino ( Spanien) | Guillermo Ochoa – Jorge Sánchez (62. Julián Araujo), Edson Álvarez, Johan Vásquez, Jesús Gallardo – Érick Sánchez (71. Carlos Rodríguez), Luis Chávez (79. Israel Reyes), Luis Romo – Uriel Antuna, Henry Martín (62. Santiago Giménez), Orbelín Pineda (72. Roberto Alvarado) Cheftrainer: Jaime Lozano | Mexiko |
| Haiti                                                                                   | 1:2 Jean Jacques (78.) | 0:1 Martín (46.) 0:2 Adé (56., Eigentor) 1:3 Giménez (83.) | Mexiko |
| Haiti                                                                                   | Pierrot (16.) | J. Sánchez (18.) | Mexiko |
| Haiti                                                                                   | Spieler des Spiels: Uriel Antuna (Mexiko) | | Mexiko |
| 2. Spieltag                                                                             | | |        |
| 29. Juni 2023 um 19:00 Uhr (30. Juni um 4:00 Uhr MESZ) in Glendale (State Farm Stadium) | | |        |
| Zuschauer: 34.517                                                                       | | |        |
| Schiedsrichter: Walter López ( Guatemala)                                               | | |        |
| Spielbericht                                                                            | | |        |

## Mexiko – Katar 0:1 (0:1)
| Mexiko                                                                               | Mexiko | Katar | Katar |
| ------------------------------------------------------------------------------------ | --- | --- | ----- |
| Mexiko                                                                               | \| 3. Spieltag \| \| 2. Juli 2023 um 18:00 Uhr (3. Juli um 3:00 Uhr MESZ) in Santa Clara (Levi’s Stadium) \| \| Zuschauer: 60.347 \| \| Schiedsrichter: Drew Fischer ( Kanada) \| \| Spielbericht \| | \| 3. Spieltag \| \| 2. Juli 2023 um 18:00 Uhr (3. Juli um 3:00 Uhr MESZ) in Santa Clara (Levi’s Stadium) \| \| Zuschauer: 60.347 \| \| Schiedsrichter: Drew Fischer ( Kanada) \| \| Spielbericht \|                                                                                              | Katar |
| Mexiko                                                                               | Guillermo Ochoa – Julián Araujo (81. Uriel Antuna), Edson Álvarez, Israel Reyes, Gerardo Arteaga – Luis Romo (81. Érick Sánchez), Luis Chávez, Ozziel Herrera (60. Roberto Alvarado), Carlos Rodríguez (70. Henry Martín), Orbelín Pineda (60. Diego Lainez) – Santiago Giménez Cheftrainer: Jaime Lozano | Meshaal Barsham – Musab Kheder, Ahmed Suhail, Tarek Salman, Homam Ahmed – Abdullah Marafee (54. Yousef Ayman), Mohammed Waad (40. Ali Assadalla), Ahmed Fatehi , Mostafa Meshaal, Hazem Shehata (78. Mahdi Salem) – Tameem al-Abdullah (78. Assim Madibo) Cheftrainer: Carlos Queiroz ( Portugal) | Katar |
| Mexiko                                                                               | 0:1 Shehata (27.) | | Katar |
| Mexiko                                                                               | Giménez (67.), Arteaga (74.) | Waad (31.), Fatehi (45.+2'), Salman (45.+4'), al-Abdullah (48.), Salem (81.), Barsham (87.), Meshaal (90.), Madibo (90.+3') | Katar |
| Mexiko                                                                               | Spieler des Spiels: Hazem Shehata (Katar) | | Katar |
| 3. Spieltag                                                                          | | |       |
| 2. Juli 2023 um 18:00 Uhr (3. Juli um 3:00 Uhr MESZ) in Santa Clara (Levi’s Stadium) | | |       |
| Zuschauer: 60.347                                                                    | | |       |
| Schiedsrichter: Drew Fischer ( Kanada)                                               | | |       |
| Spielbericht                                                                         | | |       |

## Honduras – Haiti 2:1 (1:1)
| Honduras                                                                                    | Honduras | Haiti | Haiti |
| ------------------------------------------------------------------------------------------- | --- | --- | ----- |
| Honduras                                                                                    | \| 3. Spieltag \| \| 2. Juli 2023 um 21:00 Uhr (3. Juli um 3:00 Uhr MESZ) in Charlotte (Bank of America Stadium) \| \| Zuschauer: 47.382 \| \| Schiedsrichter: Oshane Nation ( Jamaika) \| \| Spielbericht \|                                                                      | \| 3. Spieltag \| \| 2. Juli 2023 um 21:00 Uhr (3. Juli um 3:00 Uhr MESZ) in Charlotte (Bank of America Stadium) \| \| Zuschauer: 47.382 \| \| Schiedsrichter: Oshane Nation ( Jamaika) \| \| Spielbericht \| | Haiti |
| Honduras                                                                                    | Edrick Menjívar – Maylor Núñez, Devron García, Marcelo Santos, Omar Elvir – Joseph Rosales (89. Alexander López), Deybi Flores, Jorge Álvarez, José Pinto (81. Christian Altamirano) – Jorge Benguché, Jerry Bengtson (71. Bryan Acosta) Cheftrainer: Diego Vásquez ( Argentinien) | Alexandre Pierre – Carlens Arcus, Ricardo Adé , Garven Metusala (90. Mondy Prunier), Alex Junior Christian (83. Wilde-Donald Guerrier) – Danley Jean Jacques (72. Fafà Picault), Carl Fred Sainté (46. Bryan Alceus), Carnejy Antoine (46. Jayro Jean), Derrick Etienne, Duckens Nazon – Frantzdy Pierrot Cheftrainer: Gabriel Calderón Pellegrino ( Spanien) | Haiti |
| Honduras                                                                                    | 1:1 Bengtson (42.) 2:1 Pinto (59.) | 0:1 Pierrot (20.) | Haiti |
| Honduras                                                                                    | Benguché (90.+6') | Alceus (90.+7') | Haiti |
| Honduras                                                                                    | Spieler des Spiels: José Pinto (Honduras) | | Haiti |
| 3. Spieltag                                                                                 | | |       |
| 2. Juli 2023 um 21:00 Uhr (3. Juli um 3:00 Uhr MESZ) in Charlotte (Bank of America Stadium) | | |       |
| Zuschauer: 47.382                                                                           | | |       |
| Schiedsrichter: Oshane Nation ( Jamaika)                                                    | | |       |
| Spielbericht                                                                                | | |       |